# Mata lenonia
Mata lenonia — вид цикад. Описаний у 2021 році. Поширений в індійському штаті Мегхалая.